# 皱纹嗜粘液蛞蝓
皱纹嗜粘液蛞蝓（学名：Philomycus rugulosus）为嗜粘液蛞蝓科嗜粘液蛞蝓属的动物，是中国的特有物种。分布于浙江等地，生活环境为陆地，一般栖息于林区、灌木丛和草丛中、多腐殖质处、落叶或石块下、腐树木干下以及岩石缝中以及多苔藓的岩石上。其生存的海拔范围为500至1200米。